# 第13回フロリダ映画批評家協会賞
13th FFCC Awards

2008年12月18日

作品賞: 

 スラムドッグ$ミリオネア 
第13回フロリダ映画批評家協会賞は、2008年12月18日に贈られた。

## 受賞一覧
- 主演男優賞:
  - ミッキー・ローク - 『レスラー』

- 主演女優賞:
  - メリッサ・レオ - 『フローズン・リバー』

- アニメーション映画賞:
  - 『WALL・E/ウォーリー』

- 撮影賞:
  - 『ダークナイト』 - ウォーリー・フィスター

- 監督賞:
  - ダニー・ボイル - 『スラムドッグ$ミリオネア』

- ドキュメンタリー映画賞:
  - 『マン・オン・ワイヤー』

- 作品賞:
  - 『スラムドッグ$ミリオネア』

- 外国語映画賞:
  - 『ぼくのエリ 200歳の少女』・スウェーデン語

- 脚本賞:
  - 『スラムドッグ$ミリオネア』 - サイモン・ボーファイ

- 助演男優賞:
  - ヒース・レジャー – 『ダークナイト』

- 助演女優賞:
  - マリサ・トメイ - 『レスラー』

| フロリダ映画批評家協会賞       | フロリダ映画批評家協会賞                    | フロリダ映画批評家協会賞       |
| ------------------------------ | ------------------------------------------- | ------------------------------ |
| 前回 （2007年度）              | 第13回フロリダ映画批評家協会賞 （2008年度） | 次回（2009年度）               |
| 第12回フロリダ映画批評家協会賞 | 第13回フロリダ映画批評家協会賞 （2008年度） | 第14回フロリダ映画批評家協会賞 |